# Nationalpark Ranomafana
Der Nationalpark Ranomafana ist ein Nationalpark in Madagaskar in der Provinz Fianarantsoa. Der Nationalpark ist bekannt sowohl für seine Wasserfälle und Thermalbäder als auch für die Vielfalt von Lemuren und Vogelarten. Er wurde 1991 als Nationalpark ausgewiesen. Zusammen mit weiteren Nationalparks Madagaskars (Marojejy, Masoala, Zahamena, Andringitra, Andohahela usw.) ist er seit 2007 Teil des Weltnaturerbes der UNESCO.
Der Nationalpark ist dicht mit Regenwald bewachsen und hat eine Fläche von zirka 41.000 ha. Dank des immergrünen Regenwalds gedeiht hier eine große Vielfalt von Pflanzen wie Orchideen, Baumfarnen und Moosen. Der Park ist die Heimat von insgesamt zwölf Lemuren- und 118 Vogelarten, von denen 68 in Madagaskar vom Aussterben bedroht sind.

## Geographie

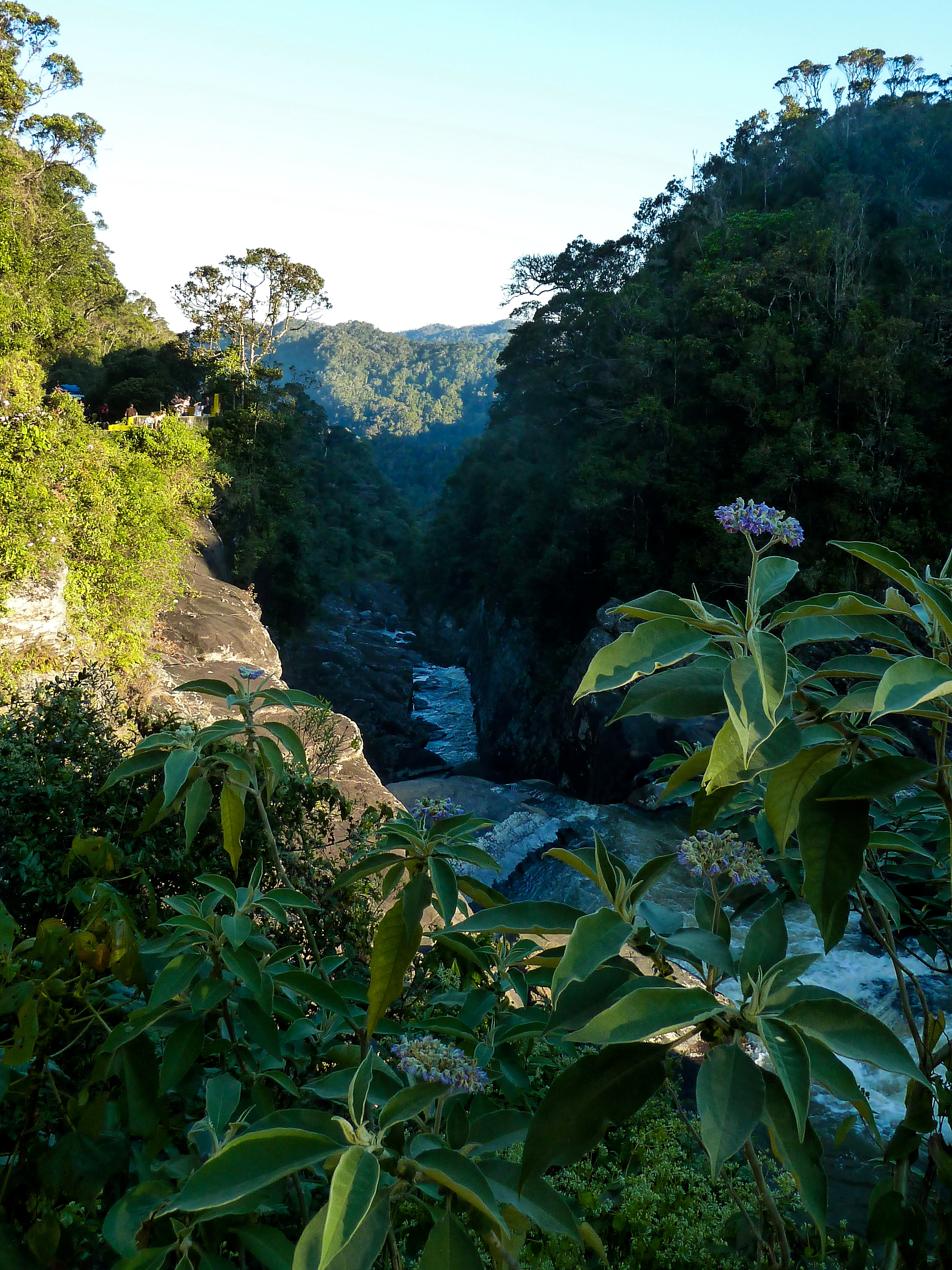
Andriamamovoka Wasserfall

Der Nationalpark liegt zwischen den beiden Regionen Haute Matsiatra und Vatovavy-Fitovinany. Die nächstgelegene Stadt ist Ranomafana (Vatovavy-Fitovinany).